# 平光琢也
平光 琢也（ひらみつ たくや、1955年1月13日 - ）は、日本の俳優、演出家、脚本家、音響監督。岐阜県出身。「ひらこう」と読まれるが「ひらみつ」が正しい。趣味は絵画、ドラム。

## 来歴・人物
神奈川県立小田原高等学校を経て、1975年日本大学芸術学部演劇学科在学中に「劇団魔天楼」を結成。また、同時期に劇団雲研究生、円・演劇研究所研究生を経て、1978年、演劇集団 円に俳優として入団。
1983年に「劇団魔天楼」で共に活動していた赤星昇一郎、郷田ほづみと結成したお笑いトリオ「怪物ランド」で、『お笑いスター誕生!!』に出場。10週勝ち抜きチャンピオンとなる。その後、冠番組となった『ウソップランド』（テレビ朝日）に出演しカルト的な人気を獲得した。
怪物ランドの活動休止後は、所属する演劇集団 円（現・演出部）の公演やモーニング娘。主演の舞台の演出、テレビアニメの音響監督として活動している。2020年より名古屋芸術大学芸術学部教授。

## 出演作品

### テレビ
- 特捜最前線（テレビ朝日系）
  - 第187話『終電車を見送る女!』（1980年）
  - 第270話『赤い髪の女!』（1982年）
- 御宿かわせみ 第2シリーズ（1983年／NHK）
- お笑いスター誕生!!（1983年／日本テレビ系）
- ウソップランド（1983年 - 1986年／テレビ朝日系）
- なに・ソレ!?（1986年／テレビ朝日系）
- ゲーム・史上最大の作戦（1986年／TBS系）
- 禁断!イモリ帝国（1989年 - 1990年／日本テレビ系）
- 流通神様（1991年 - 1992年／日本テレビ系）
- うたう!大龍宮城 第36話『イシモチ』（1992年／フジテレビ系）落語家・龍宮亭イシモチ
- 愛の天使（1994年／フジテレビ系）
- 姫将軍大あばれ 第25話『罪と情けの恩返し』（1995年／テレビ東京）
- 湘南リバプール学院（1995年／フジテレビ系）ゴロちゃん
- ウルトラマンティガ 第16話『よみがえる鬼神』（1996年／TBS系）盗掘者・太田
- ギフト 第7話（1997年／フジテレビ系） - スミレ 役
- 遠山の金さんPR特番 遠山の金さんvs女ねずみ 〜江戸の町は小判と桜で大評判（1997年4月18日／テレビ朝日系）鳥居刑事役
- 火曜サスペンス劇場『九門法律相談所8・二人の女』（1998年／日本テレビ系）
- タブロイド（1998年／フジテレビ系）
- 可愛いだけじゃダメかしら? 最終話（1999年3月15日／テレビ朝日系）

### 舞台
- 夏の夜の夢（1979年／演劇集団 円）
- から騒ぎ（1979年／演劇集団 円）
- ユビュ王（1979年／演劇集団 円）
- おばけリンゴ（1981年／円 こどもステージ）
- くすくす わっはっは（1994年／円 こどもステージ）

### 映画
- ズームアップ ビニール本の女（1981年／にっかつ）
- ラブレター（1981年／にっかつ）
- セクシー・ぷりん 癖になりそう（1981年／にっかつ）
- ドン松五郎の大冒険（1987年／東宝東和）

## 演出作品

### 舞台
- WATER ショウパブが演劇になった日（1989年9月29日 - 10月4日／怪物ランドプロデュースvol.1）
- WATER Again　セックスマシーン'90モデル発表会（1990年3月8日 - 11日／怪物ランドプロデュースvol.2）
- フェロモン〜限定4000人に捧げるセレモニー（1990年7月21日 - 8月5日／怪物ランドプロデュースvol.3）
- SEXSOPHY〜怪物ランドの高俗と低俗（1991年3月19日 - 27日／怪物ランドプロデュースvol.4）
- 恋、または横っ面をはられた彼 （1991年6月／【きたみ組】プロデュースvol.1）
- WATER(再演）　（1991年12月13日 - 19日／怪物ランドプロデュースvol.5）
- Domination〜怪物ランド風SMファンタジー（1992年3月19日 - 24日／怪物ランドプロデュースvol.6）
- フェロモン（再演）（1992年8月20日 - 23日／怪物ランドプロデュースvol.7）

### ミュージカル

#### 美少女戦士セーラームーン (バンダイ時代）
- 美少女戦士セーラームーンS うさぎ・愛の戦士への道（1994年7月26日- 8月25日　ゆうぽうと簡易保険ホール ）
- 美少女戦士セーラームーンS 変身・スーパー戦士への道（1994年12月28日- 1995年1月16日　サンシャイン劇場、シアタードラマシティ）
- 美少女戦士セーラームーンS 変身・スーパー戦士への道 【改訂版】（1995年3月26日 - 4月6日　福岡サンパレス他）
- 美少女戦士セーラームーンスーパーズ 夢戦士・愛・永遠に（1995年7月25日- 8月30日　ゆうぽうと簡易保険ホール 他）
- 美少女戦士セーラームーンスーパーズ 【改訂版】 夢戦士・愛・永遠に…サターン復活篇（1996年3月24日 - 31日　サンシャイン劇場）
- 美少女戦士セーラームーン セーラースターズ（1996年8月5日- 30日　サンシャイン劇場 他）
- 美少女戦士セーラームーン セーラースターズ 【改訂版】（1996年12月28日 - 1997年1月12日　大阪厚生年金会館、サンシャイン劇場）
- 美少女戦士セーラームーン 永遠伝説（1997年7月25日 - 8月18日　サンシャイン劇場 他）
- 美少女戦士セーラームーン 永遠伝説 【改訂版】（1998年2月5日- 16日　サンシャイン劇場）
- 美少女戦士セーラームーン 新伝説降臨（1998年7月10日- 8月20日　サンシャイン劇場 他）

#### 美少女戦士セーラームーン (ネルケ時代）
- 美少女戦士セーラームーン -La Reconquista-（2013年9月13日 - 23日[5]　アイアシアタートーキョー）
- 美少女戦士セーラームーン -Petite Étrangère-（2014年8月21日 - 9月7日　アイアシアタートーキョー、梅田芸術劇場）
- 美少女戦士セーラームーン -Un Nouveau Voyage-（2015年9月18日 - 10月4日　AiiA 2.5 Theater Tokyo, サンケイホールブリーゼ）
- 美少女戦士セーラームーン -Amour Eternal-（2016年10月15日 - 2017年3月11日AiiA 2.5 Theater Tokyo、キャナルシティ劇場、サンケイホールブリーゼ 、恵庭市民会館大ホール）
- 美少女戦士セーラームーン -Le Mouvement Final-（2017年 9月8日 - 10月1日　AiiA 2.5 Theater Tokyo、アイプラザ豊橋、梅田芸術劇場）

#### その他
- ミュージカル HUNTER×HUNTER（2000年12月26日 - 29日・2001年1月1日 - 4日）
- ミュージカル HUNTER×HUNTER deja-vu in summer（2001年8月15日 - 20日・25日・26日）
- 江戸っ娘。忠臣蔵（2003年5月31日 - 6月29日／明治座・モーニング娘。主演）
- リチャード三世（2003年7月10日 - 20日／演劇集団 円）
- アミューズ25周年記念企画　ミュージカル『FUTARI -ふたり-』（2003年8月14日 - 24日）
- 後藤真希主演ミュージカル サヨナラのLOVE SONG（2004年2月18日 - 22日・25日 - 29日）
- ミュージカル ふたり（2004年8月1日 - 11日・19日 - 21日）
- 革命の林檎（2004年12月22日 - 29日）
- マクベス（2005年7月22日 - 31日／演劇集団 円）
- ロックミュージカル BLEACH（2005年8月17日 - 28日）
- ファウスト（2006年7月21日 - 30日／演劇集団 円）
- オセロー（2007年7月20日 - 29日／演劇集団 円）
- 燃ゆる暗闇にて（2010年2月15日 - 21日／円・演劇研究所33期専攻科 卒業公演）
- シーンズ フロム ザ ビッグ ピクチュアー（2010年10月1日 - 10日／演劇集団 円、紀伊国屋ホール）
- 宝島（2011年12月18日 - 27日／演劇集団 円、シアターΧ）
- 囁谷シルバー男声合唱団（2014年11月3日 - 12日／演劇集団 円、ステージ円・11月15日、ピッコロシアター大ホール）
- SOUND THEATRE 音楽朗読劇 さよならソルシエ（2016年12月、脚色・演出）

## 脚本作品

### テレビ
- 新・やっぱり猫が好き 第6話『決死! 素もぐり占いかや乃絶叫の巻』
- 禁断!イモリ帝国（1989年 - 1990年）

### 映画
- 銀幕ヘタリア Axis Powers Paint it, White（白くぬれ!）（2010年）

### Webアニメ
- ヘタリア Axis Powers（2009年、シリーズ構成）

## 音響監督作品
ほとんどの作品にネルケプランニングが関わっている。

### テレビアニメ
- 発明BOYカニパン（1998年 - 1999年）
- 超発明BOYカニパン（1999年）
- HUNTER×HUNTER（1999年 - 2001年）※第33話では声優としても出演
- ビックリマン2000（1999年 - 2001年）
- 遊☆戯☆王デュエルモンスターズ（2000年 - 2004年）
- テニスの王子様（2001年 - 2005年）
- Dr.リンにきいてみて!（2001年 - 2002年）
- 満月をさがして（2002年 - 2003年）
- ホイッスル!（2002年 - 2003年）
- GUNSLINGER GIRL（2003年 - 2004年）※音響演出
- 愛してるぜベイベ★★（2004年）
- 遊☆戯☆王デュエルモンスターズGX（2004年 - 2008年）
- ジパング（2004年 - 2005年）
- おねがいマイメロディ（2005年 - 2006年）
- シュガシュガルーン（2005年 - 2006年）
- 韋駄天翔（2005年 - 2006年）
- びんちょうタン（2006年）
- おねがいマイメロディ 〜くるくるシャッフル!〜（2006年 - 2007年）
- 家庭教師ヒットマンREBORN!※第46話まで[6]（2006年 - 2007年）
- Saint October（2007年）
- 鋼鉄三国志（2007年）
- ウエルベールの物語 〜Sisters of Wellber〜（2007年）
- おねがいマイメロディ すっきり♪（2007年 - 2008年）
- GUNSLINGER GIRL -IL TEATRINO-（2008年）
- ウエルベールの物語 〜Sisters of Wellber〜 第二幕（2008年）
- 遊☆戯☆王5D's（2008年 - 2011年）
- おねがい♪マイメロディ きららっ★（2008年 - 2009年）
- 図書館戦争（2008年）
- 獣の奏者 エリン（2009年）
- ジュエルペット（2009年 - 2010年）
- もしドラ（2011年）
- 新テニスの王子様（2012年）
- 緋色の欠片（2012年）
- 緋色の欠片 第二章（2012年）
- ムシブギョー（2013年）
- 義風堂々!! 兼続と慶次（2013年）
- わしも WASIMO（2014年）
- デンキ街の本屋さん（2014年）
- 怪盗ジョーカー（2014年）
- わしも WASIMO（第2期・第3期）（2015年）
- VENUS PROJECT -CLIMAX-（2015年）
- わしも WASIMO  （4期、5期）（2016年）
- アニマエール!（2018年）
- 五等分の花嫁（2019年）
- 魔術士オーフェンはぐれ旅（2020年）
- 魔術士オーフェンはぐれ旅 アーバンラマ編（2023年）
- 魔術士オーフェンはぐれ旅 聖域編（2023年）
- 魔女と野獣（2024年）
- 変人のサラダボウル（2024年）

### OVA
- R.O.D -READ OR DIE-（2001年）※アフレコ演出
- HUNTER×HUNTER（2002年 - 2004年）
- テイルズ オブ ファンタジア THE ANIMATION（2004年）
- テニスの王子様（2006年 - 2009年）

### 劇場アニメ
- 遊☆戯☆王デュエルモンスターズ 光のピラミッド（2004年）
- 劇場版 テニスの王子様 二人のサムライ The First Game（2005年）
- 劇場版 テニスの王子様 跡部からの贈り物 君に捧げるテニプリ祭り（2005年）
- チョコレート・アンダーグラウンド（2009年）
- 10thアニバーサリー 劇場版 遊☆戯☆王 〜超融合!時空を越えた絆〜（2010年）
- 銀幕ヘタリア Axis Powers Paint it, White（白くぬれ!）（2010年）
- 劇場版 テニスの王子様 英国式庭球城決戦!（2011年）

### Webアニメ
- ヘタリア Axis Powers（2009年）

### CD
- 挑発トラップ（2005年10月28日）
- ペット・お仕事中（2010年）

## 著書
- 怪物ランドの生涯
- スポーションKIDS（原作：タクヤ&M.A.T.／画：高田裕三）
- 売れる声優になるためにあなたが今しなければならない30のこと 〜現場が欲しいのはこんな人〜（2014/3/28、幻冬舎、ISBN 4344830865）
- 小説 ミュージカル 美少女戦士セーラームーン La Reconquista ─ラ レコンキスタ─ (2015/4/1、講談社キャラクター文庫、ISBN 4063148734）